# Distretto di Iŭe
Il distretto di Iŭe (in bielorusso Іўеўскі раён?) è un distretto (raën) della Bielorussia appartenente alla regione di Hrodna.